# Mariakapel (Berkelaar, Kapelstraat)
De Mariakapel is een kapel in Berkelaar in de Nederlandse gemeente Echt-Susteren. De kapel staat aan de Kapelstraat niet ver van de kruising van Berkelaar.
De kapel is gewijd aan de heilige Maria.

## Geschiedenis
In de 14e eeuw werd er hier reeds een kapel gebouwd.
In 1750 werd er een nieuwe eenvoudige kapel gebouwd.
In de jaren 1960 werd er een nieuwe kapel gebouwd.

## Gebouw
De bakstenen kapel is opgetrokken op een achthoekig grondplan met voorportaal en wordt gedekt door een tentdak met pannen. Op de top van kapel is een bol met daarop een kruis aangebracht. De vier diagonale gevels bevatten elk een rondboogvenster met non-figuratieve glas-in-lood van Jacques Verheyen. Aan de voorzijde is een kort voorportaal gebouwd onder een zadeldak.
Van binnen is de kapel uitgevoerd in baksteen. In de achterwand is een hoge rondboogvormige nis aangebracht. In de nis staat op een sokkel een Mariabeeld dat de heilige toont met beide handen uitnodigend gestrekt.